# Naša zemlja (TV serija)
Naša zemlja ( španj.Terra Nostra ) je brazilska telenovela koju je producirala i emitirala TV Globo 1999. godine. Telenovelu je napisao Benedito Ruy Barbosa, a redatelj je Jayme Monjardim .
Priča je smještena u kasno 19. stoljeće i odvija se u vrijeme kada su u Brazilu oslobođeni robovi i pojavila se potreba za radnicima, posebno na plantažama brazilske kave. To je dijelom dovelo do toga da su mnogi Talijani migrirali u Brazil, tražeći posao i bolji život.
Glazbeni direktor Marcus Viana kompilirao je nekoliko tradicionalnih talijanskih pjesama koje izvode glazbenici kao što su Charlotte Church, Caetano Veloso, Zizi Possi i Jerry Adriani. Soundtrack također uključuje originalnu instrumentalnu glazbu Viane.

## Sinopsis
Radnja serije se odvija u Brazilu krajem 19. i početkom 20. stoljeća. U središtu radnje su talijanski imigranti. Giuliana Esplendora (Ana Paula Arosío) i Matteo Batistela ( Thiago Lacerda ) koji se upoznaju tijekom putovanja u Brazil. Giuliana i Matteo odmah se zaljube i planiraju zajednički život. Nažalost, sudbina i određeni ljudi imaju drugačije planove. Niz nesreća zadesi par i rastavi ih. Kada se konačno ponovno ujedine, njihovo ponašanje utječe ne samo na njihove živote, već i na druge ljude koje su sreli na putu. Većina priče odvija se na farmi kave u São Paulu .
Nakon dolaska u Brazil Giuliana i Matteo izgube se i krenu različitim putevima. Giulianu dočekuje Francesco ( Raul Cortez ), bankar milijunaš prijatelj njegovih preminulih roditelja. Francesco je oženjen Jeanett, oholom i arogantnom ženom, i otac Marka Antonija, bonvivana.
Matteo završava na farmi baruna Gumercinda ( Antonio Fagundes ), vlasnika plantaže kave koji je oženjen Mariom do Socorro. Iako je otac pun ljubavi prema svojoj kćeri Angélici, okrutan je prema svojoj drugoj kćeri, Rosani ( Carolina Kasting ).
Marco Antonio, Francescov sin, ludo se zaljubljuje u Giulianu, koja ga odbija u svojoj odlučnosti da pronađe svoju ljubav, Mattea. Međutim, kada otkrije da Matteo čeka sina, Marco Antonio vidi priliku da bude s njom. Marco pita Giulianu da se uda za njega, a ona u strahu pristaje.
U međuvremenu, na farmi Gumercindo, Matteov šarm očarava Angélicu i Rosanu. Dok je Angélica sramežljiva djevojka, Rosana je impulzivna i snažne osobnosti. Rosana ulaže u Mattea unatoč tome što ju je on više puta odbio. Međutim, kako bi prisilila Mattea da je oženi, Rosana zavodi Mattea i vodi ljubav s njim. Kako bi se Angélica pridružila samostanu, Gumercindo prihvaća vjenčanu ponudu Augusta, mladića koji sanja da postane političar.
Augusto, međutim, održava aferu s Paolom, lijepom i vatrenom Talijankom koja je stigla istim brodom kojim su bili Matteo i Giuliana. Anacleto, njezin otac, prisiljava Augusta da preuzme odgovornost za Paolu i Augusta i kupuje joj dom u São Paulu, žive zajedno bez braka. Nakon toga se Angélica i Augusto vjenčaju i sele u São Paulo, a Paola postaje Angelicina prijateljica. Shvativši da je Augusto sretno oženjen, Paola se odriče nade da će se udati za njega.
Gumercindo priđe Francescu s poslovnim prijedlogom. U ovom trenutku Matteo je već u braku s Rosanom s kojom očekuje sina, a Giuliana je s Marcom dobila kćer Annie. No kada se otkriju prave želje Giulianinog i Matteovog sina, brak Francesca i Jeanette se raspada, a Giuliana se rastaje i od Marca. Na kraju priče Giuliana se udaje za Mattea i ostaje trudna s njim, a Matteo usvaja njezinu kćer iz prvog braka.

## Uloge
- Ana Paula Arósio kao Giuliana Splendore
- Thiago Lacerda kao Matteo Battistella
- Carolina Kasting kao Rosana Telles de Aranha
- Marcello Antony kao Marco Antônio Magliano
- Antônio Fagundes kao Gumercindo Telles de Aranha
- Débora Duarte kao Maria do Socorro Teles de Aranha
- Raul Cortez kao Francesco Magliano
- Ângela Vieira kao Janete Magliano
- Maria Fernanda Cândido kao Paola
- Paloma Duarte kao Angélica Telles de Aranha
- Gabriel Braga Nunes kao Augusto Marcondes
- Antônio Calloni kao Bartolo Migliavacca
- Lu Grimaldi kao Leonora
- Cláudia Raia kao Hortênsia
- Odilon Wagner kao Altino Marcondes
- Elias Gleizer kao Padre Olavo
- Raymundo de Souza kao Renato
- Roberto Bonfim kao Agente Justino
- Jackson Antunes kao Antenor
- José Dumont kao Batista
- André Luiz Miranda kao Júlio Francisco Santana (Tiziu)
- Débora Olivieri kao Inês
- Danton Mello kao Bruno
- Tânia Bondezan kao Mariana
- Gésio Amadeu kao Damião
- Mário César Camargo kao Anacleto
- Adriana Lessa kao Naná
- Fernanda Muniz kao Luísa
- Adhenor de Souza kao Juvenal
- Sônia Zagury kao Antônia
- Fábio Dias kao Amadeo
- Paulo de Almeida kao Toninho
- Bianca Castanho kao Florinda
- Guilherme Bernard kao José Alceu
- Juan Alba kao Josué
- Lolita Rodrigues kao Dolores
- Nicolas Prattes kao Francesquinho